# Alison Blakeová
Alison Mary Blake je britská diplomatka, která od roku 2022 působí jako guvernérka Falklandských ostrovů a komisařka pro Jižní Georgii a Jižní Sandwichovy ostrovy. Předtím zastávala pozici vysoké komisařky v Bangladéši a byla velvyslankyní v Afghánistánu.

## Kariéra
V březnu 2022 oznámilo Ministerstvo zahraničí Spojeného království, Commonwealthu a rozvoje, že Alison Mary Blakeová se stane guvernérkou Falklandských ostrovů a komisařkou pro Jižní Georgii a Jižní Sandwichovy ostrovy. V červenci 2022 nahradila Nigela Phillipse, čímž se stala první guvernérkou těchto ostrovů.